# Ian Lawson (cầu thủ bóng đá, sinh năm 1977)
Ian James Lawson (sinh ngày 4 tháng 11 năm 1977) là một cựu cầu thủ bóng đá chuyên nghiệp người Anh thi đấu 131 trận ở Football League ở vị trí tiền đạo cho Huddersfield Town, Blackpool, Bury và Stockport County.
Cha của ông, Jimmy cũng là một cầu thủ bóng đá chuyên nghiệp.